# Senat von Idaho

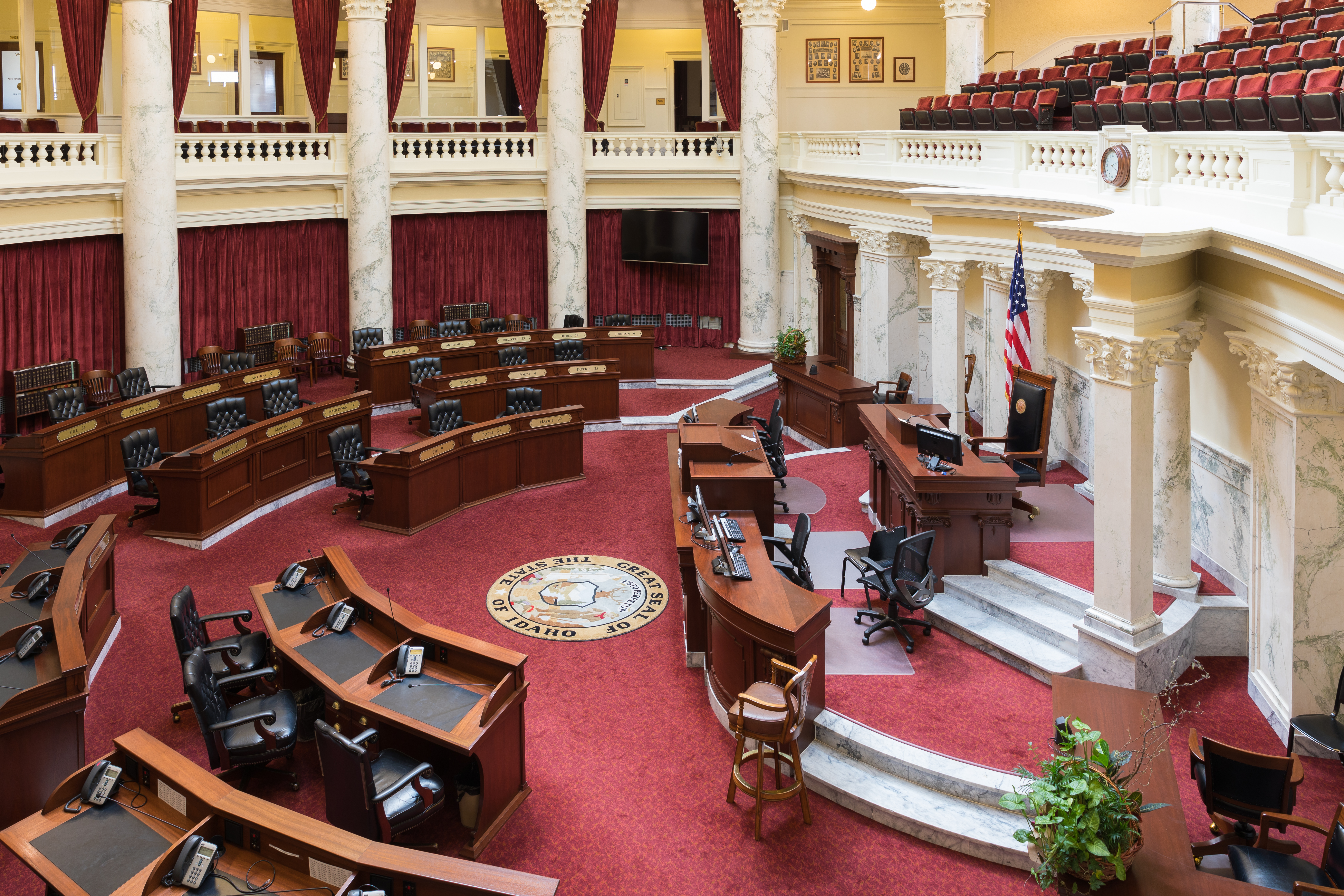
Sitzungssaal des Senats im Idaho State Capitol

Der Senat von Idaho (Idaho State Senate) ist das Oberhaus der Idaho Legislature, der Legislative des US-Bundesstaates Idaho.
Die Parlamentskammer setzt sich aus 35 Senatoren zusammen, die jeweils einen Wahldistrikt repräsentieren. Die Senatoren werden jeweils für zweijährige Amtszeiten gewählt; eine Beschränkung der Amtszeiten existiert nicht. Der Senat von Idaho ist eines von 14 Oberhäusern in den US-Bundesstaaten, deren Mitglieder jeweils auf zwei Jahre gewählt werden; vierjährige Legislaturperioden sind verbreiteter.
Der Sitzungssaal des Senats befindet sich gemeinsam mit dem Repräsentantenhaus im Idaho State Capitol in der Hauptstadt Boise.

## Aufgaben des Senats
Wie in den Oberhäusern anderer Bundesstaaten und Territorien sowie im US-Senat fallen dem Senat von Idaho im Vergleich zum Repräsentantenhaus spezielle Aufgaben zu, die über die Gesetzgebung hinausgehen. So obliegt es dem Senat, Nominierungen des Gouverneurs in dessen Kabinett, weitere Ämter der Exekutive sowie Kommissionen und Behörden zu bestätigen oder zurückzuweisen.

## Struktur der Kammer
Präsident des Senats ist der jeweils amtierende Vizegouverneur. An Abstimmungen nimmt er nur teil, um bei Pattsituationen eine Entscheidung herbeizuführen. In Abwesenheit des Vizegouverneurs steht der jeweilige Präsident pro tempore den Plenarsitzungen vor. Dieser wird von der Mehrheitsfraktion des Senats gewählt und später durch die Kammer bestätigt. Derzeitiger Vizegouverneur und Senatspräsident ist seit Januar 2023 der Republikaner Scott Bedke, Präsident pro tempore der Republikaner Chuck Winder aus dem 20. Wahlbezirk (Stand: Juli 2024).
Zum Mehrheitsführer (Majority leader) der Republikaner wurde Kelly Anthon aus dem 27. Wahlbezirk gewählt; Oppositionsführerin (Minority leader) ist die Demokratin Melissa Wintrow aus dem 19. Wahlbezirk (Stand: Juli 2024).

## Zusammensetzung
- Demokraten: 7
- Republikaner: 28

| Partei | Partei                 | Abgeordnete |
| ------ | ---------------------- | ----------- |
|        | Republikanische Partei | 28          |
|        | Demokratische Partei   | 7           |
| Summe  | Summe                  | 35          |